# Sphaerostephanos elatus
Sphaerostephanos elatus là một loài dương xỉ trong họ Thelypteridaceae. Loài này được Bory ex Willd. Holttum mô tả khoa học đầu tiên năm 2009.